# Sabine Appelmans
Sabine Appelmans (* 22. April 1972 in Aalst) ist eine ehemalige belgische Tennisspielerin.

## Karriere
Sabine Appelmans gewann in ihrer Karriere sieben WTA-Tennisturniere im Einzel, darunter je zweimal die Turniere von Linz und Pattaya. Außerdem gewann sie auch vier Doppeltitel auf der WTA Tour.
Sie nahm im Einzel an drei Olympischen Spielen teil. Das beste Abschneiden gelang ihr bei Olympia 1992 in Barcelona, als sie im Viertelfinale der topgesetzten Steffi Graf unterlag. Im Doppel trat sie bei den Olympischen Spielen 1996 in Atlanta an, wo sie das Achtelfinale erreichte.
Von 1989 bis 1999 spielte Appelmans 54 Partien für Belgien im Federation Cup. Ihre Bilanz: 25:13 Siege im Einzel und 7:9 im Doppel.
1990 und 1991 wurde Sabine Appelmans zu Belgiens Sportlerin des Jahres gewählt.
1997 heiratete sie Serge Haubourdin.

## Turniersiege

### Einzel
| Nr. | Datum             | Turnier    | Kategorie    | Belag             | Finalgegnerin        | Ergebnis      |
| --- | ----------------- | ---------- | ------------ | ----------------- | -------------------- | ------------- |
| 1.  | 3. November 1991  | Scottsdale | WTA Tier IV  | Hartplatz         | Chanda Rubin         | 7:5, 6:1      |
| 2.  | 10. November 1991 | Brentwood  | WTA Tier IV  | Hartplatz (Halle) | Katrina Adams        | 6:2, 6:4      |
| 3.  | 19. April 1992    | Pattaya    | WTA Tier V   | Hartplatz         | Andrea Strnadová     | 7:5, 3:6, 7:5 |
| 4.  | 13. Februar 1994  | Linz       | WTA Tier III | Teppich (Halle)   | Meike Babel          | 6:1, 4:6, 7:6 |
| 5.  | 17. April 1994    | Pattaya    | WTA Tier IV  | Hartplatz         | Patty Fendick        | 6:7, 7:6, 6:2 |
| 6.  | 30. April 1995    | Zagreb     | WTA Tier III | Sand              | Silke Meier          | 6:4, 6:3      |
| 7.  | 3. März 1996      | Linz       | WTA Tier III | Teppich (Halle)   | Julie Halard-Decugis | 6:2, 6:4      |